# Comte Cassius
Le comte Cassius, appelé en arabe kumis Qasi ou kumis Kazi (où kumis est l'arabisation du latin comes, 'comte'), fut un noble hispano-roman ou wisigoth qui vécut à la fin du VIIe siècle et au début du VIIIe siècle et gouverna un ample territoire de la moyenne vallée de l'Èbre. Converti à l'islam lors de la chute du royaume wisigoth, il fut le fondateur de la dynastie des Banu Qasi ou « Fils  de Cassius ».
Le comte Cassius gouvernait une région qui comprenait l’actuelle Ribera de Navarre et des zones limitrophes de l’actuelle province de Saragosse (Tudela, Tarazona, Borja et probablement Ejea de los Caballeros). Il se convertit à la religion musulmane lors de la conquête musulmane de l'Espagne. Il se rendit à Damas, capitale du califat de la dynastie omeyyade, en compagnie de Moussa Ibn Noçaïr. Là, il fit la connaissance du calife Al-Walid ben Abd al-Malik et lui déclara personnellement sa soumission avant sa mort, le 25 février 715. Il eut cinq fils : Fortún, Abu Tawr, Abu Salama, Yunus et Yahya. Son fils Fortún ibn Qasi, père de Musa ibn Fortún, gouvernera à sa suite.